# Aimé Ramond
Aimé Ramond, né le 30 août 1918 à Montgeard (Haute-Garonne), exécuté par les Allemands dans le parc du château de Baudrigue à Roullens (Aude) le 19 août 1944 , est un résistant français.

## Biographie
Aimé Ramond était le fils de Jean Ramond, garde-champêtre à Montgeard et Maria Raigné. Il se destinait à une carrière d'instituteur.

## Carrière militaire
De 1937 à 1938, il effectue une préparation militaire élémentaire. Le 18 septembre 1939, il est incorporé au 502e régiment de chars de combat stationné à Angoulême. En mai 1940, il est élève aspirant à l'École des chars de combat de Satory. Après l'armistice, il devient, en août 1940, aspirant de réserve puis est affecté au 18e régiment d'infanterie à Tarbes en septembre avant d'être démobilisé en octobre 1941.
Le 27 février 1942, à la suite d'une demande d'emploi comme Officier de Paix, il est convoqué à la Préfecture régionale de Toulouse puis affecté à la sécurité publique de Périgueux. Muté ensuite au commissariat de police de Carcassonne en janvier 1943, il s'engage dans la Résistance au mois de juillet de la même année. Son dévouement permet d'éviter à plusieurs patriotes d'être arrêtés et procure des informations aux maquis.
Aimé Ramond a été arrêté le dimanche 30 juillet 1944 vers midi, après que l'un de ses collègues ait accompagné la Gestapo à son domicile. Conduit au siège du S.D pour y être interrogé, il fut ensuite amené à la Maison d'arrêt de Carcassonne.

## Résistance

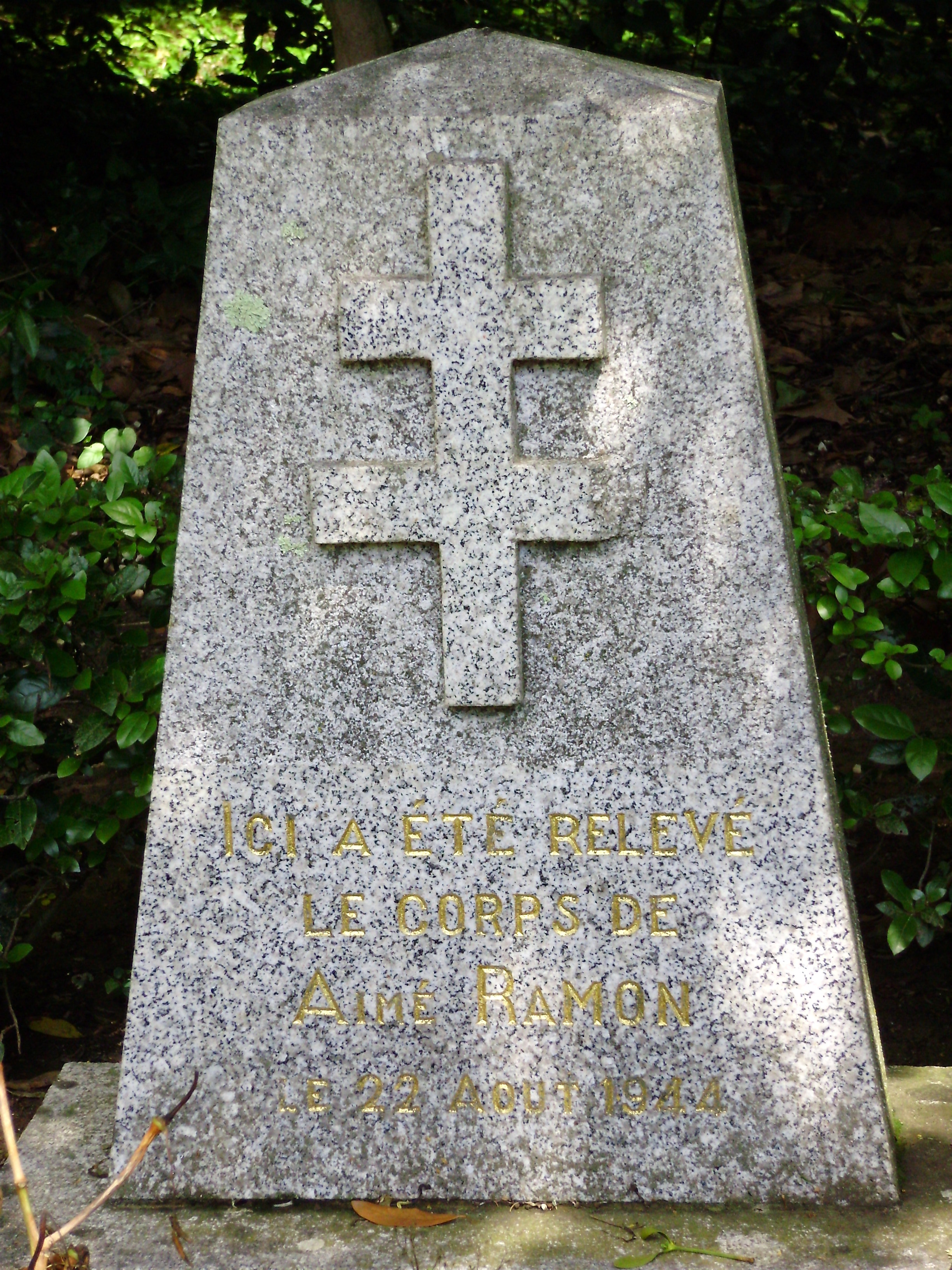
La stèle dédiée à Aimé Ramond, visible au domaine de Baudrigues à Roullens près de Carcassonne.

- Testament gravé par Aimé Ramond sur le mur de sa cellule dans la prison de Carcassonne.La stèle dédiée à Aimé Ramond, visible au domaine de Baudrigues à Roullens près de Carcassonne.Nommé Officier de Paix, Aimé Ramond est affecté au commissariat de police de Carcassonne.

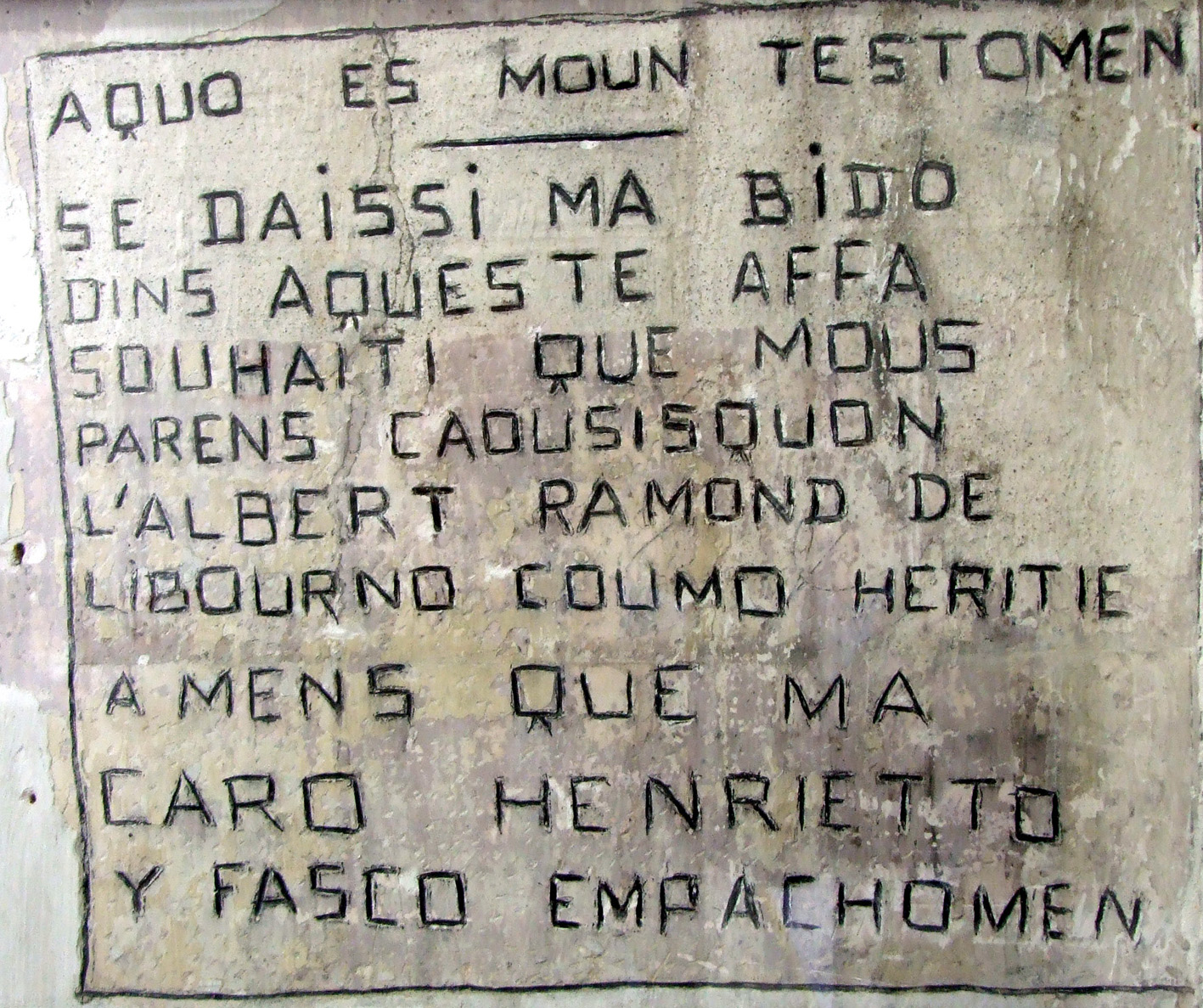
Testament gravé par Aimé Ramond sur le mur de sa cellule dans la prison de Carcassonne.

- Il devient rapidement l'un des responsables du N.A.P. Police - Noyautage des Administrations Publiques (mouvements de résistance des fonctionnaires).
- Arrêté le 30 juillet 1944, il est incarcéré à la prison de Carcassonne[4].
- Exécuté par les Allemands au Domaine de Baudrigues (Roullens - Aude) le 19 août 1944 avec d'autres résistants parmi lesquels Jean Bringer, Maurice Sevajols et Simon Batlle, Pierre Roquefort, Jean Hiot, Suzanne Last, Jacques Bronson, Marcel Weil, René Avignon, Gilbert Bertrand
- Mort pour la France[5].

## Décorations et citations
- Chevalier de la Légion d'honneur.
- Citation à l'ordre de la Nation (J.O. du 17 août 1948) : « "Jeune Officier de Paix, plein d'autorité et d'allant qui, dans une situation difficile, n'hésite pas à aider de tout son pouvoir la Résistance. Arrêté le 30 juillet 1944, l'ennemi connaît son rôle et veut à tout prix savoir le nom de ses amis. Malgré les pires tortures, il se tait et est lâchement assassiné le 19 août 1944". »
- Nom donné à une rue de Carcassonne (1944) où se trouve l'hôtel de ville et à Villemoustaussou.
- Nom donné à une place de Montgeard (1995).
- Nom donné à la 50e promotion d'officiers de paix de la Police nationale (1994).

## Filmographie
- Aimé Ramond, un policier dans la résistance, documentaire écrit et réalisé par Sylvie Guilleminot, qui sortira fin  2025.